# توماس نيوكمان

عرض توضيحي لمحرك نيوكمان البخاري.
–
البخار
يبدو باللون الوردي والماء باللون الأزرق.
– الضغط يتحرك من الفتح (الأخضر) إلى الإغلاق (الأحمر)

توماس نيوكمان (بالإنجليزية: Thomas Newcomen)‏ (فبراير 1664 -5 أغسطس 1729) هو مخترع إنجليزي ابتكر المحرك الجوي، وهو أول محرك عملي يعمل على حرق الوقود في عام 1712. عمل تاجر حدائد، وعُرف بأنه واعظ عامي (ليس من رجال الدين) معمداني. وُلد في دارتموث في مقاطعة ديفون في إنجلترا، لعائلة تجارية وتعمّد في كنيسة سانت سافيور في 28 فبراير 1664. شكلت الفيضانات في مناجم الفحم والقصدير مشكلةً كبيرةً في تلك الأيام، وسرعان ما شارك نيوكمان في محاولة لتحسين طرق ضخ المياه من هذه المناجم. تخصصت أعماله بتجارة الحدائد في تصميم أدوات صناعة التعدين وتصنيعها وبيعها.

## تطوير المحرك البخاري
كان الإنجاز العظيم لنيوكمان هو محركه البخاري، الذي طُوِر نحو عام 1712، وبالجمع بين أفكار توماس سيفري ودينيس بابان، فأنشأ محركًا للبخار لغرض إخراج الماء من منجم القصدير. من المرجح أن نيوكمان اطلع بالفعل على اختراع سيفري، الذي كان أسلافه تجارًا في جنوب ديفون. شغل سيفري أيضًا منصبًا ضمن مفوضي مرض البحارة وألمهم، الذي نقله إلى دارتموث. ابتكر سيفري «محركًا بخاريًا»، وهو نوع من السيفون الحراري، إذ يُدخل البخار في حاوية فارغة ثم يكثَّف. يُستخدم الفراغ الناتج لامتصاص الماء من حوض التجميع في أسفل المنجم. لم يكن «المحرك البخاري» فعالًا للغاية، ولم يتمكن من العمل بعد عمق محدود يبلغ نحو ثلاثين قدمًا.
استبدل نيوكمان بوعاء الاستقبال (حيث يُكثف البخار) أسطوانة تحتوي على كباس بناءً على تصميم بابان. بدلًا من سحب الفراغ في الماء، يُسحب المكبس. استُخدم هذا لعمل محرك العارضة، إذ تتأرجح العارضة الخشبية الكبيرة على نقطة ارتكاز مركزية. على الجانب الآخر من العارضة توجد سلسلة متصلة بمضخة في قاعدة المنجم. نظرًا لإعادة تعبئة أسطوانة البخار بالبخار، لتجهيزها لشوط الطاقة التالي، تُسحب المياه في أسطوانة المضخة وتُطرد عبر أنبوب إلى السطح بواسطة وزن الآلة. بنى نيوكمان وشريكه جون كالي أول محرك ناجح من هذا النوع في كونيجري كوالوس بالقرب من دودلي في منطقة غرب ميدلاندز. تمكن مشاهدة نسخة طبق الأصل من هذا المحرك في متحف بلاك كنتري ليفينغ المجاور.

## بعد نيوكمان
احتفظ محرك نيوكمان بمكانه دون تغيير مادي مدة 75 عامًا تقريبًا، إذ انتشر تدريجيًا إلى المزيد من مناطق المملكة المتحدة والبر الرئيس الأوروبي. في البداية استخدِمت أسطوانات النحاس، لكنها كانت مكلفة ومحدودة الحجم. سمحت تقنيات صب الحديد الجديدة التي ابتكرتها شركة كولبروكدال في العشرينيات من القرن الماضي باستخدام أسطوانات أكبر، وصل قطرها إلى نحو 6 أقدام (1.8 متر) بحلول عام 1760. أدت الخبرة إلى بناءٍ أفضل وتحسينات طفيفة في التصميم. حُسِنت تفاصيلها الميكانيكية كثيرًا بفضل جون سمتون، الذي بنى العديد من المحركات الكبيرة من هذا النوع في أوائل سبعينيات القرن التاسع عشر، واعتمِدت تحسيناته بسرعة. بُني نحو 600 محرك نيوكمان بحلول عام 1775، على الرغم من أن العديد من هذه المحركات تآكلت قبل ذلك، وجرى التخلي عنها أو استبدالها.
لم يكن محرك نيوكمان فعالًا بأي حال من الأحوال، على الرغم من أنه كان -على الأرجح- معقدًا مثل تقنيات الهندسة والمواد في أوائل القرن الثامن عشر. ضاعت الكثير من الحرارة عند تكثيف البخار، مما سبب تبريد الأسطوانة. لم يكن هذا الأمر مهمًا في منجم الفحم، عندما توفر الفحم الصغير غير القابل للبيع (الركود)، غير أن تكاليف التعدين زادت بدرجة كبيرة إذ لم يكن الفحم متوفرًا بسهولة، كما في كورنوال. بدلًا عن محرك نيوكمان تدريجيًا بعد عام 1775 في المناطق التي فيها الفحم باهظ الثمن (وخاصة في كورنوال) استُخدم تصميم محسّن، ابتكره جيمس وات، زذ كُثِف البخار في مكثف منفصل. كان محرك واط البخاري بمساعدة تقنيات هندسية أفضل -بما في ذلك آلة ثقب اخترعها ويلكينسون- أكثر كفاءة في استهلاك الوقود، ما مكن واط وشريكه ماثيو بولتون من جمع إتاوات كبيرة بناءً على الوقود الموفر.
أجرى واط لاحقًا تحسينات أخرى، بما في ذلك المحرك مزدوج المفعول، إذ كانت كل من الأشواط لأعلى ولأسفل عبارة عن أشواط طاقة. كانت هذه المحركات مناسبة بالأخص لقيادة مصانع النسيج، واستخدِم العديد من محركات وات في هذه الصناعات. في المحاولات الأولى لقيادة الآلات بواسطة محركات نيوكمان، كان هناك نجاح متباين، إذ أنتجت الأشواط أحادية القوة حركة متقلبة، ولكن جرى التغلب على هذه المشاكل إلى حد كبير من خلال استخدام دولاب موازنة وهندسة أفضل. بحلول عام 1800 بُنيت المئات من المحركات الدوارة غير محرك واط، خاصة في المناجم ومصانع الحديد حيث لم تكن الحركة غير المنتظمة مشكلة بل وأيضًا في مصانع النسيج.
على الرغم من تحسينات واط، بقيت المحركات المشتركة (مثلما كانت معروفة آنذاك) قيد الاستخدام فترة طويلة، وبُنيت العديد من محركات نيوكمان أكثر من محركات واط حتى أثناء فترة براءة اختراع واط (حتى 1800)؛ لأنها أرخص وأقل تعقيدًا. بُني أكثر من 2200 محركًا في القرن الثامن عشر من بينها نحو 450 محركًا فقط من محركات واط. دُمِجت عناصر من تصميم واط، وخاصة المكثف المنفصل، في العديد من المحركات «المزورة». حتى بعد عام 1800 استمر بناء محركات من نوع نيوكمان وأضيفت المكثفات بشكل روتيني إلى هذه المحركات. عُدلت محركات نيوكمان الحالية على نحو مشترك (بما يسمى «وعاء المحلول المحلي» المكثف).

## محركات نيوكمان المتبقية
هناك أمثلة لمحركات نيوكمان في متحف العلوم في لندن في إنجلترا، ومتحف فورد في مدينة ديربورن بولاية ميشيغان في الولايات المتحدة، من بين أماكن أخرى.
في عام 1964 ، نسق مجتمع نيوكمان في لندن لنقل محرك نيوكمان في تقاطع هاكسبري، وارويكشاير إلى دارتموث، ليتمكنوا من رؤيته يعمل باستخدام نظام هيدروليكي بدلًا من المرجل البخاري. وفقًا للدكتور سيريل باوتشر من مجتمع نيوكمان، يعود تاريخ محرك نيوكمان التذكاري هذا إلى نحو عام 1725، مع إضافة صمام تروس جديد وأجزاء أخرى لاحقًا.
يُستخدم آخر محرك من طراز نيوكمان تجاريًا في مركز إلكسار للتراث، بالقرب من بارنسيلي في جنوب يوركشاير، والآخر ما يزال موجودًا في موقعه الأصلي. جُدِد المحرك في الفترة بين عامي 2012 و2015، وكشف الأمير إدوارد -إيرل من ويسيكس- عن المحرك المجدد في مايو 2016، وهناك محركات جديدة أخرى يمكن عرضها للعمل هي المحرك الأصلي الحديث في متحف بلاك كنتري في دودلي، ويست ميدلاندز. تمكن رؤية محرك نيوكمان التذكاري في دارتموث وهو يتحرك، ولكنه يعمل بواسطة علم السوائل المتحركة.

## التقدير
أصدر البريد الملكي البريطاني في 23 فبراير 2012 طابعًا يتضمن محرك نيوكمان البخاري الجوي ضمن سلسلة «بريطانيين متميزين».